# Lérida

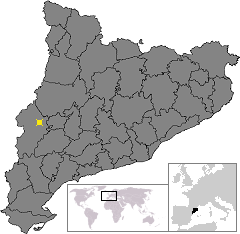

Lleida în spaniolă Lérida), (în catalană Lleida) este un oraș în vestul Cataloniei (Spania), cu o populație de 124.000 de locuitori. Este capitala provinciei Lleida
Lleida este capul de linie pentru linia de est a trenurilor de viteză mare AVE.